# Collège de l'Arc (Dole)

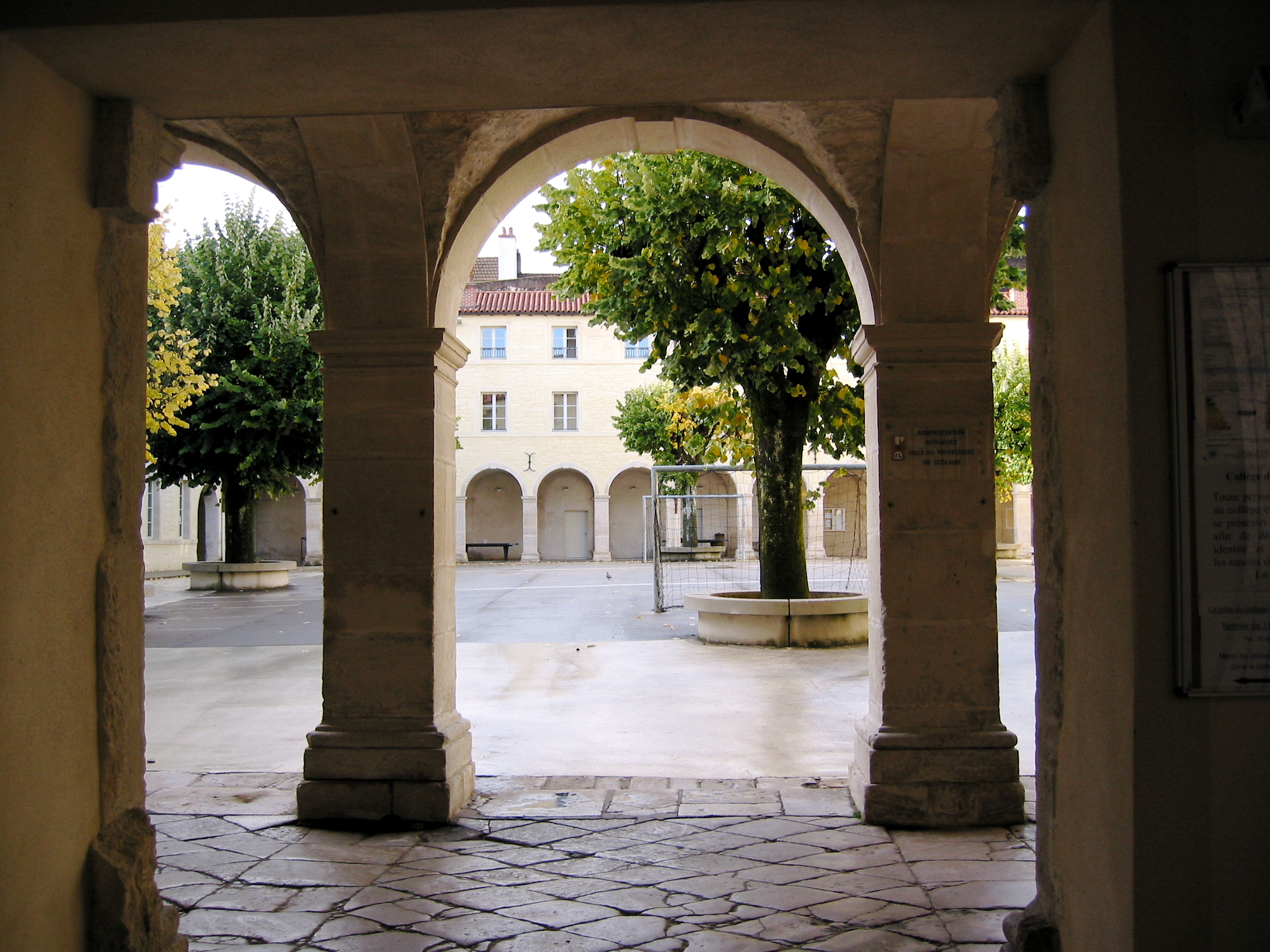
La cour aux arcades vue depuis l'entrée des élèves.

Le collège de l'Arc est une institution d'enseignement public situé à Dole dans le département du Jura (France). Son histoire fait partie de celle de la ville depuis 1582, date de création du collège des Jésuites qui occupait déjà les bâtiments actuels. Ils sont classés monuments historiques au sein d’un secteur sauvegardé. Une rénovation très importante a été faite entre 2005 et 2007. Elle a permis d'adapter les bâtiments aux exigences d'un établissement moderne tout en préservant le cadre et le caractère des lieux.

## Origine du nom
L'arc qui enjambe la rue du Collège (1607) donne son nom au collège. Un texte laisse penser que la construction et la dénomination furent quasiment concomitantes : « L'ouverture des classes eut lieu en 1583. L'établissement prit le nom de Collège de l'Arc ». Cette référence est trompeuse puisqu'en 1583 l'arc n'existait pas, mais elle prouve l'ancienneté du nom. Nicolas Masson de Morvillers note qu'à Dole « les jésuites y avaient un magnifique collège nommé Collège de l'Arc ». La question reste posée.

## Histoire

### Le Collège des Jésuites (1582-1765) succède au Collège de Grammaire: la genèse
Sur le site actuel du Collège, les moines cisterciens possédaient un terrain occupé par un hospice à l'usage des religieux de passage. Mais en 1476 celui-ci est ruiné, l'Ordre le vend à la ville qui, au milieu du XVIe siècle, après avoir effectué des travaux, y installe un établissement d'enseignement appelé 'Collège de Grammaire'. (Le mot 'grammaire' désignait à l'époque le premier des arts libéraux constitué du langage correct et de la littérature). Malgré la donation faite par Pierre Froissard de Broissiat président du Parlement de Dole, l'argent manque et la ville dès 1575 recherche une solution alternative. Les difficultés ne sont pas que financières : la proximité des pays à religion réformée conduit les autorités à confier une double mission à Louis Gollut : diriger le collège et rédiger une grammaire qui ne puisse être suspectée de protestantisme. L'ouvrage sera imprimé en 1572, mais la gestion restera incertaine.
La volonté des autorités locales, royales et religieuses conduisent à confier l'enseignement aux Jésuites. Le Collège de Grammaire va progressivement disparaître : l'enseignement laïc est remplacé par celui des Pères qui y introduisent leur pédagogie du 'Ratio Studiorum'. La première mention de l'établissement figure dans les délibérations de la ville de Dole en date du 28 avril 1582.
D'importants travaux sont réalisés et l'enseignement connaît un rapide succès.En 1585 on compte environ 500 élèves et 23 pères enseignants. Dès 1582 on y trouve trois régents pour les classes de rhétorique, humanités et grammaire, ce qui pour l'époque est particulièrement remarquable. Mais le conflit, à propos de l'enseignement de la théologie, ne tarde pas à éclater avec l'Université de Dole. Il se poursuivra jusqu'au transfert de celle-ci à Besançon en 1691. Après de nombreuses péripéties et luttes entre les autorités laïques, religieuses et les élèves, c'est finalement une décision de Louis XV qui mettra fin à l'enseignement des jésuites puisque le bannissement des Jésuites est décrété dans le royaume de France en 1764. En 1765 le collège devient Collège Royal avec un enseignement dispensé par des laïcs : gratuit et conforme aux exigences de l'Université. La Compagnie de Jésus aura doté Dole d'un patrimoine considérable toujours présent.
L'ouvrage le plus complet sur l'histoire ancienne du Collège de l'Arc est le livre de Julien Feuvrier (1851-1934) ancien élève, ancien professeur de mathématiques, président de l'Association Fraternelle des anciens élèves en 1911. Le livre est en ligne sur Gallica la bibliothèque numérique de la Bibliothèque Nationale de France.

### Du Collège Royal au petit séminaire (1765-1828): les turbulences
Les jésuites quittent les locaux le premier avril 1765, leurs successeurs s'installent quinze jours après. La ville avait sollicité et obtenu l'élévation au rang de Collège royal. Certains anciens jésuites continuent à y enseigner, tel l'abbé Jantet qui reste professeur de philosophie et de mathématiques. Grâce à son journal intime (non publié mais conservé à la bibliothèque de Dole), les historiens possèdent une source précieuse et savoureuse qui aide à l'étude de cette période.
Mais cette continuité apaisée ne survivra pas aux rapides, profonds et chaotiques changements des institutions françaises. On accueille avec enthousiasme les idées nouvelles, la bourgeoisie doloise est friande des exercices littéraires et des thèses que présentent les écoliers. Malgré cette apparente splendeur l'établissement est remplacé en 1797 par une École Centrale, à laquelle succédera en 1803 une École Secondaire. Le retour des Jésuites - l'ordre religieux étant universellement rétabli en 1814 -  sera pour 1823 avec le remplacement de l'école par un petit séminaire. Les bons Pères dirigent et agrandissent le périmètre de l'établissement par l'acquisition de l'hôtel de Scey qui jouxte les bâtiments. Ces péripéties n'empêchèrent pas l'établissement (qui ne devint jamais une pépinière d'ecclésiastiques) de conserver sa réputation et le nombre de ses élèves. Mais les ordonnances du 16 juin 1828 prises par Charles X éconduisent à nouveau les Jésuites. Ils créent leur propre établissement d'enseignement (aujourd’hui toujours présent) dans l'hôtel de Scey qu'ils avaient conservé. Le 1er juillet 1829 s'installe un Collège royal communal qui professe un enseignement aussi complet que son prédécesseur. Les Jésuites furent remplacés par des prêtres et des laïcs qui enseignent les humanités: la rhétorique, la philosophie et les mathématiques. La période mouvementée s'achève : le collège moderne est en place.

### Le Collège de la stabilité (1829-1968)
Le Collège se dirige sans bouleversement vers le XXe siècle. Dès 1839 est créée une section (dite M comme moderne) sans enseignement des langues anciennes. Un élève peut suivre les cours depuis les petites classes (11e à 7e) jusqu'au baccalauréat (classes terminales de Mathématiques Élémentaires et de Philosophie). La chapelle n'est plus affectée au culte mais accueille le musée archéologique. Les guerres de 1870 et de 1914-1918 prendront aux anciens élèves leurs sinistres quotas de souffrances et de mort; mais pour le quotidien du collège seuls les élèves internes seront confrontés à des difficultés liées au logement des troupes.
La démographie de la région connaît un développement maîtrisé, les chemins de fer irriguent les campagnes entourant Dole : le Collège voit raisonnablement s'accroître ses effectifs qui passent de 150 élèves en 1903 à 400 environ en 1950. Les dénominations vont se succéder durant cette période: le Collège Royal Communal deviendra Collège Communal, puis Lycée Municipal, Lycée National... derrière ces dénominations se trouvent les budgets d’entretien de l’édifice déjà fort ancien. Mais la sérénité semble de règle : les locaux constituent un centre intellectuel de la ville de Dole: musées, école de dessin, enseignement secondaire masculin. D'après le livre " Flammes du père inconnu" d'André Girod, le collège recevait les cadets de la cour du tsar lorsque Léon Louis Joseph Vigneron était principal du collège. Réceptions et bals étaient organisés les samedi soir pour les élèves russes.

### Vers le collège de l'Arc duXXIesiècle(1969 - 2007 et suivantes...)
La poussée démographique et l'intensification de l'urbanisation durant les années 1960/1970 modifient le besoin et l’offre des établissements scolaires. Aussi le gouvernement de l'époque institue la carte scolaire en 1963. Cet outil permet d’affecter l’élève dans l'établissement scolaire le plus proche de sa résidence. Dole, comme toutes les villes, se développe en périphérie. Corrélativement à l’allongement de l’âge de la scolarité obligatoire, l'enseignement secondaire est divisé en deux cycles. Le premier concerne les jeunes âgés de 11 à 15 ans: ils seront scolarisés dans un collège de la 6e à la 3e. Le second s'adresse aux adolescents ayant de 16 à 18 ans qui suivront les cours de la seconde à la terminale au lycée.

Ces réformes auront un double effet : L'Arc perd sa qualité de lycée puisque les classes du second cycle sont transférées au lycée Charles-Nodier. Deux nouveaux collèges publics sont créés à Dole mais les effectifs continuent d’augmenter (plus de deux fois ceux de 1950). Durant la décennie suivante les gestionnaires des budgets s'interrogent sur le coût du maintien de ce collège de centre-ville par rapport à celui de la construction d'un bâtiment nouveau. En 2003 la fermeture de la cuisine ne respectant plus les normes d'hygiène et de sécurité va précipiter les événements. Le Collège de l'Arc dans ses murs séculaires a-t-il vécu ? Comment entretenir cet ensemble patrimonial exceptionnel ? Les locaux obsolètes et vétustes doivent être rénovés mais la tâche est complexe, les acteurs multiples et le coût très élevé. Le débat est ouvert entre les Dolois, la Ville et le département du Jura propriétaire des locaux. Les études techniques se succèdent, l'année 2004 sera celle du doute et de la décision : le 1er avril 2005 les travaux commencent, ils dureront près de trois ans... la rentrée 2007 se fait dans un cadre respectant l'ensemble architectural, en mesure d’accueillir un enseignement moderne. Le collège de l’Arc retrouve son lustre pour conquérir le XXIe siècle.

## L'architecture et les locaux

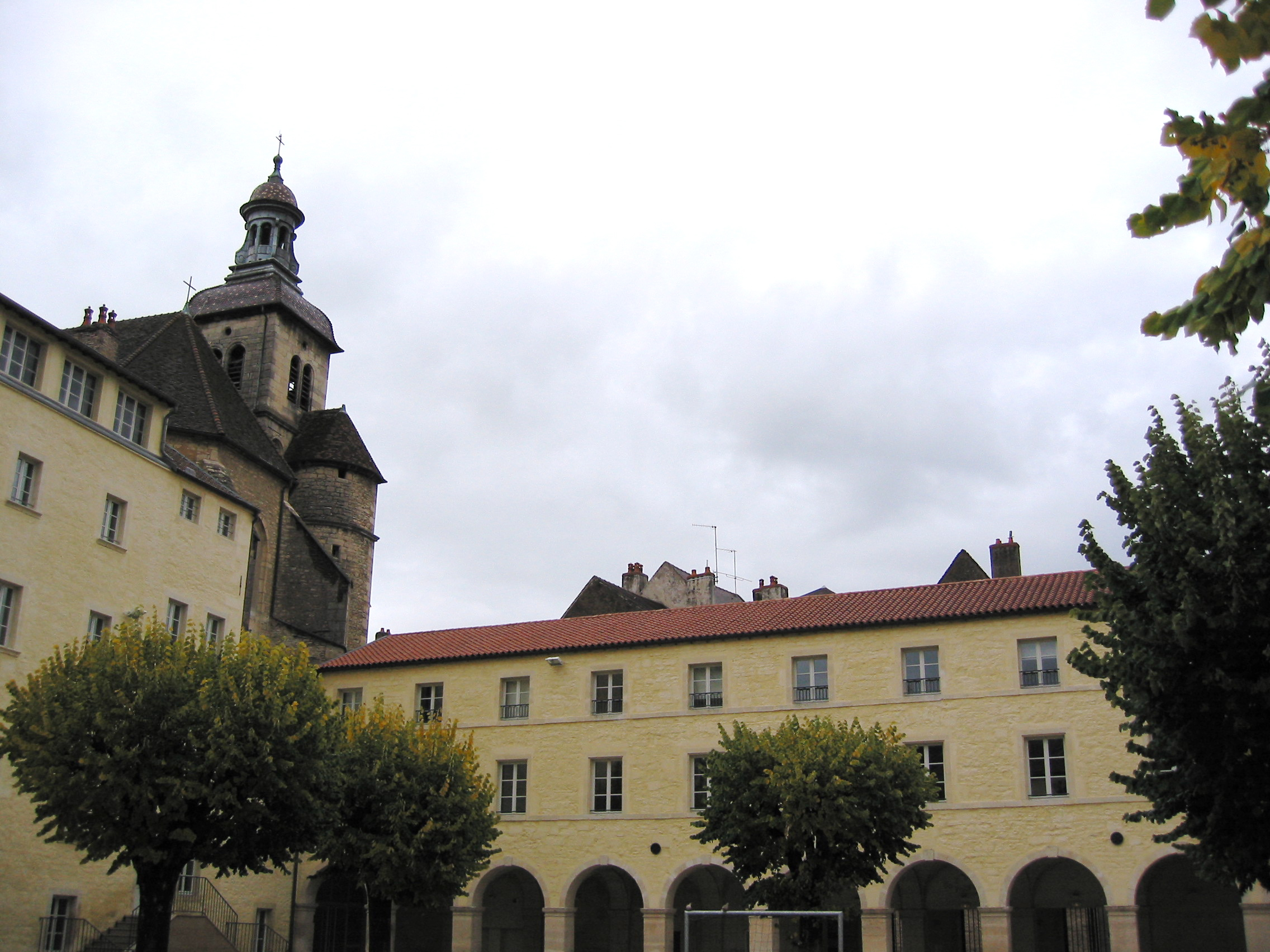
Cour principale du collège de l'Arc.

L’année 1479 est catastrophique : la ville de Dole est mise à sac par les troupes de Louis XI. Cette destruction rendra possible la reconstruction de nombreux bâtiments au XVIe siècle. Ce sera le cas du quartier du collège qui deviendra un petit Quartier latin franc-comtois. Les prix de l’immobilier pratiqués à l’époque et l'importance politique attachée au projet le prouvent. Le développement sera rapide ; les bâtiments constituent un ensemble architectural unique qui figure de manière détaillée dans la base mémoire du ministère de la culture.

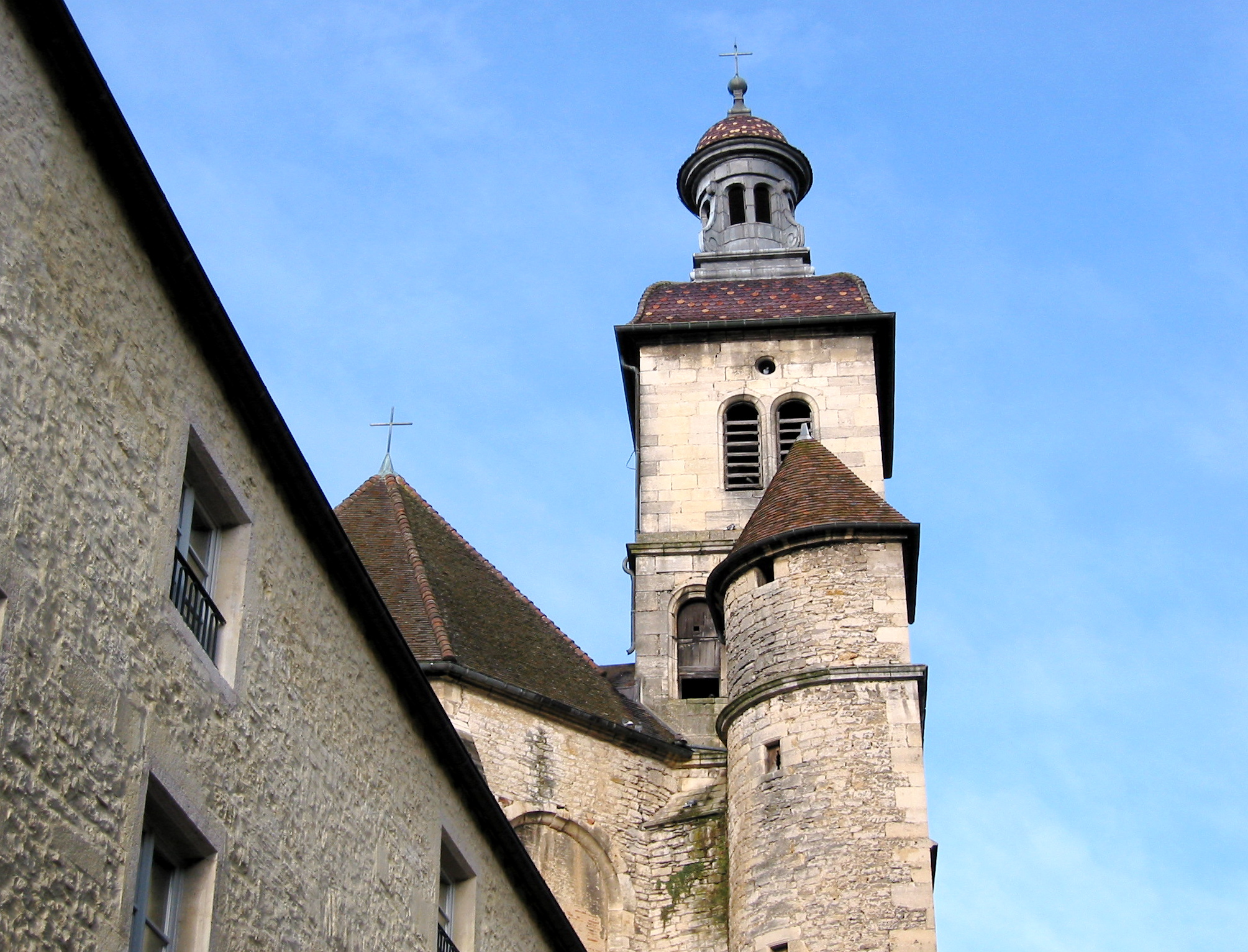
Chapelle du collège de l'Arc

Depuis la rue du Collège, venant de la rue du Mont-Roland, étant face à l'arc de pierre l'ancien Collège de Grammaire se trouve à main gauche. Le portail, le clocheton polygonal et le bâtiment ont été construits entre 1583 et 1588 grâce à un don de Pierre Froissard de Broissia en 1575. Le cerf de la girouette rappelle les armes du donateur. À main droite s'ouvre le porche du collège marqué 1672 : son fronton porte toujours la marque du traditionnel IHS des Jésuites. Cette partie a été construite entre 1666 et 1690 en remplacement d'un bâtiment devenu vétuste. Par cette porte on aperçoit la cour d'honneur délimitée à gauche par la chapelle, en face par un bâtiment construit en 1620 et à droite par un immeuble bâti en 1690. Passé l'arc (qui fut peint autrefois) à droite le bâtiment fut construit en 1607. La porte, toujours présente, ouvrait vers la résidence des pères jésuites. La première pierre de la chapelle du collège fut posée le 9 octobre 1590 et la première messe y fut dite le 24 juin 1600.
Cette imposante bâtisse d'inspiration médiévale comporte un haut pignon troué d'une rose. Le porche renaissance allège l'ensemble. Les vagues successives de constructions, provoquées par le déséquilibre entre les moyens et le succès rencontré par le collège, donnent une allure hétéroclite à l'ensemble. Il avait fallu attendre 1610 pour qu'un plan global soit validé par les autorités. Le frère Étienne Martellange, architecte jésuite (qui a déjà construit de nombreux établissements) le trace. C'est un collège jésuite typique du XVIIe siècle qui, comme de nombreux autres, comporte deux corps de bâtiments s'organisant autour de deux cours. L'un est réservé aux ecclésiastiques, l'autre aux élèves, le tout complété des communs nécessaires à la vie quotidienne. Les travaux se poursuivront jusqu'en 1765 suivant les mêmes plans de 1610. L'ensemble a été numérisé et se trouve en ligne sur Gallica. C'est l'état actuel du collège où l'on traverse la cour d'honneur, pour pénétrer en face dans une bâtisse donnant accès à la cour des élèves, limitée par un troisième immeuble construit en 1620. Cette cour dominée par la chapelle, ouvre maintenant sur l’extérieur. Elle est bordée de bâtiments à arcades construits en 1662/1664.
À l'intérieur quelques meubles présentent de l'intérêt, notamment les boiseries de l’ancienne sacristie, une vasque de marbre rouge datée 1690 à laquelle il faut ajouter les fresques murales du réfectoire datant du début du XXe siècle représentant Dole et des paysages de la région.

## Personnalités (anciens professeurs)
- Julien Feuvrier (1851-1934), ancien, professeur de mathématiques, historien de Dole[14].
- Louis Gollut (1535-1595), historien de la Franche-Comté.
- Abbé Antoine Jantet (1747-1805), professeur de mathématiques auteurs d'un traité de mécanique et d'arithmétique. Il aura pour élève Simon Bernard, Rouget de l'Isle et le général Malet à Besançon.
- Macedonio Melloni (1798-1854), professeur de physique, inventeur de la pile thermoélectrique.
- Léon Louis Joseph Vigneron (1851à Vesoul) professeur de grec et latin puis principal.

## Personnalités (anciens élèves)

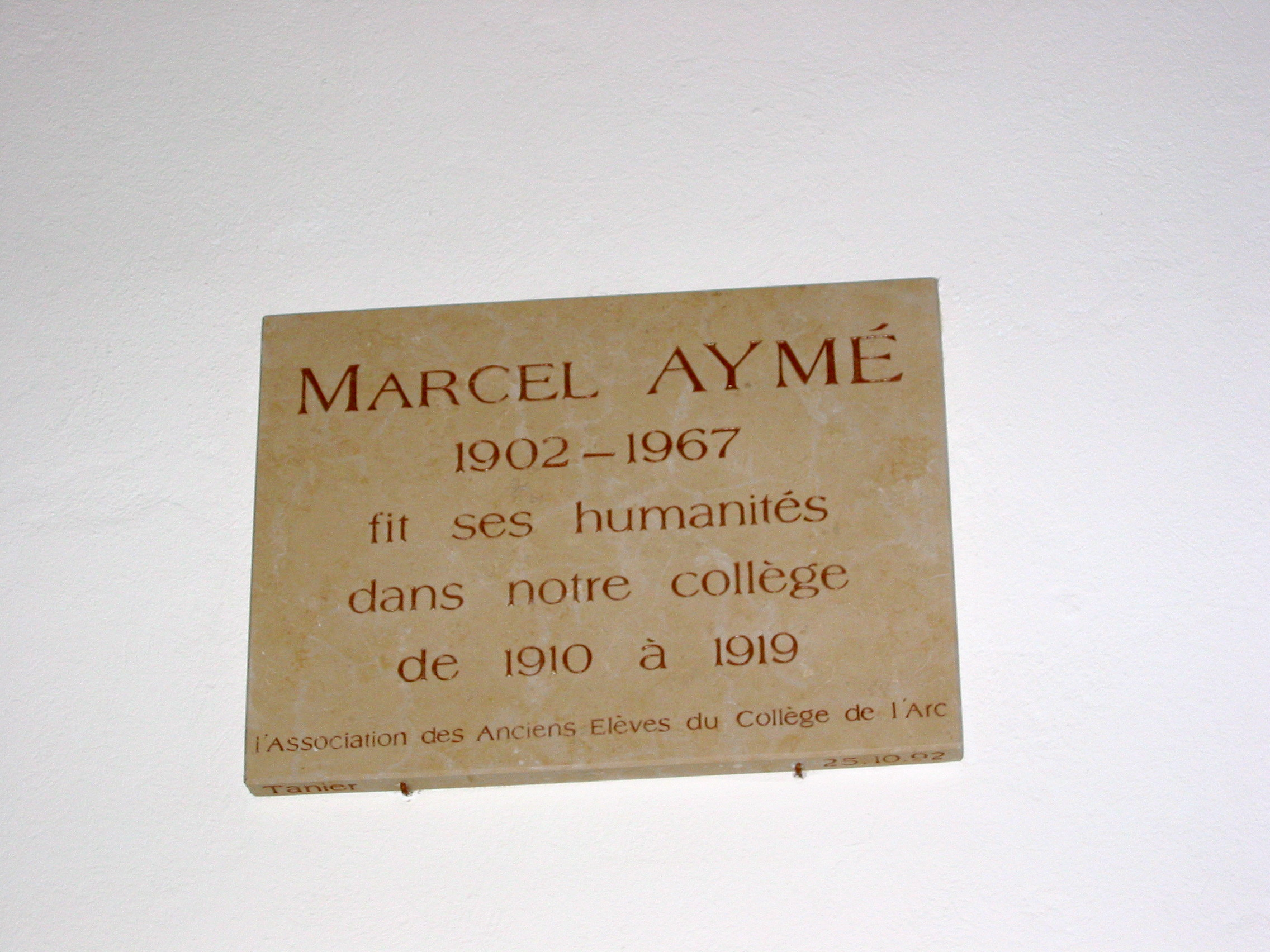
Marcel Aymé, ancien élève.

- Anatole Amoudru (1739-1813), architecte.
- Jean-Denis Attiret (1702-1768), frère jésuite, missionnaire en Chine où il deviendra peintre de l'Empereur.
- Alexis Canoz (1805-1888), missionnaire jésuite et vicaire apostolique du Madurai (Inde), premier évêque de Trichinopoly (Inde), Premier concile œcuménique du Vatican
- Marcel Aymé (1902-1967), écrivain.
- Simon Bernard (1779-1839), ingénieur militaire.
- Jean-Désiré Besson (1795-1864), peintre sculpteur.
- Marie Emile Bethouard (1889-1982), général de l'armée française ayant commandé le corps expéditionnaire de Norvège en 1940. Il est vainqueur à Narvik. Commandant le premier corps d'armée il pénètre en Allemagne en 1945.
- Jean Boyvin (1575-1650), parlementaire franc-comtois résistant.
- Antoine Brun (1599-1654), diplomate au service de Philippe IV ; ambassadeur en Hollande.
- Julien Feuvrier. (1851-1934) professeur et historien.
- Jean Fouquet (1899-2001), linguiste professeur d'allemand à la Sorbonne
- Jules-Maurice Gaudard-Pacha (1821-1888), après avoir été avocat à Dole il entre dans la fonction publique ; il est envoyé en Égypte au ministère des affaires étrangères d'Égypte. Remarqué pour son intelligence et sa probité il est nommé secrétaire général du ministère par Saïd Pacha vice-roi d'Égypte. Après la prise de possession de l'Égypte par les Anglais il revient à Dole (au cimetière sa tombe rappelle sa vie égyptienne).
- Nicolas Gilbert (1750-1780) poète
- Jules Grévy (1807-1891) président de la République française de 1879 à 1887.
- Léon Guignard (1852-1928), pharmacien botaniste professeur à la faculté de Lyon.
- Claude-Auguste Lamy (1820-1878), ancien élève de l’École normale supérieure, il est professeur de chimie à l'école des Arts et Manufactures de Paris.Il découvre le thallium en 1862.
- Jean Lejeune (1592-1672), oratorien et prédicateur.
- Alexis Millardet (1838-1902), médecin professeur de botanique.
- René Pauthenet (1925-1987), physicien spécialiste d'électromagnétisme.
- Claude Joseph Rouget de Lisle (1760-1836), officier de l'Armée du Rhin, auteur de la Marseillaise.
- Charles Sauria (1812-1895), médecin et inventeur des allumettes soufrées.

## L'association des anciens élèves
L'Association Fraternelle des Anciens Élèves du Collège de l'Arc fut fondée le 9 novembre 1875 par Charles Perrenot. Un décret du 7 décembre 1882 la reconnaît d'utilité publique. Outre les activités traditionnelles pour ce genre d'association, les statuts définissent les actions en faveur des élèves. C'est dans ce cadre qu'elle verse actuellement une aide financière à certaines activités du Collège: bibliothèque, association sportive, sorties pédagogiques et voyages. Chaque veille du 11 novembre elle organise dans la Cour d'Honneur (où se trouve le monument souvenir) une cérémonie du souvenir à la mémoire des Anciens morts pour la France en présence des élèves, des professeurs et des autorités locales. Depuis 1928 l'Association a son siège dans l'ancienne sacristie de la Chapelle des jésuites nommée depuis salle des Anciens.

## Galerie

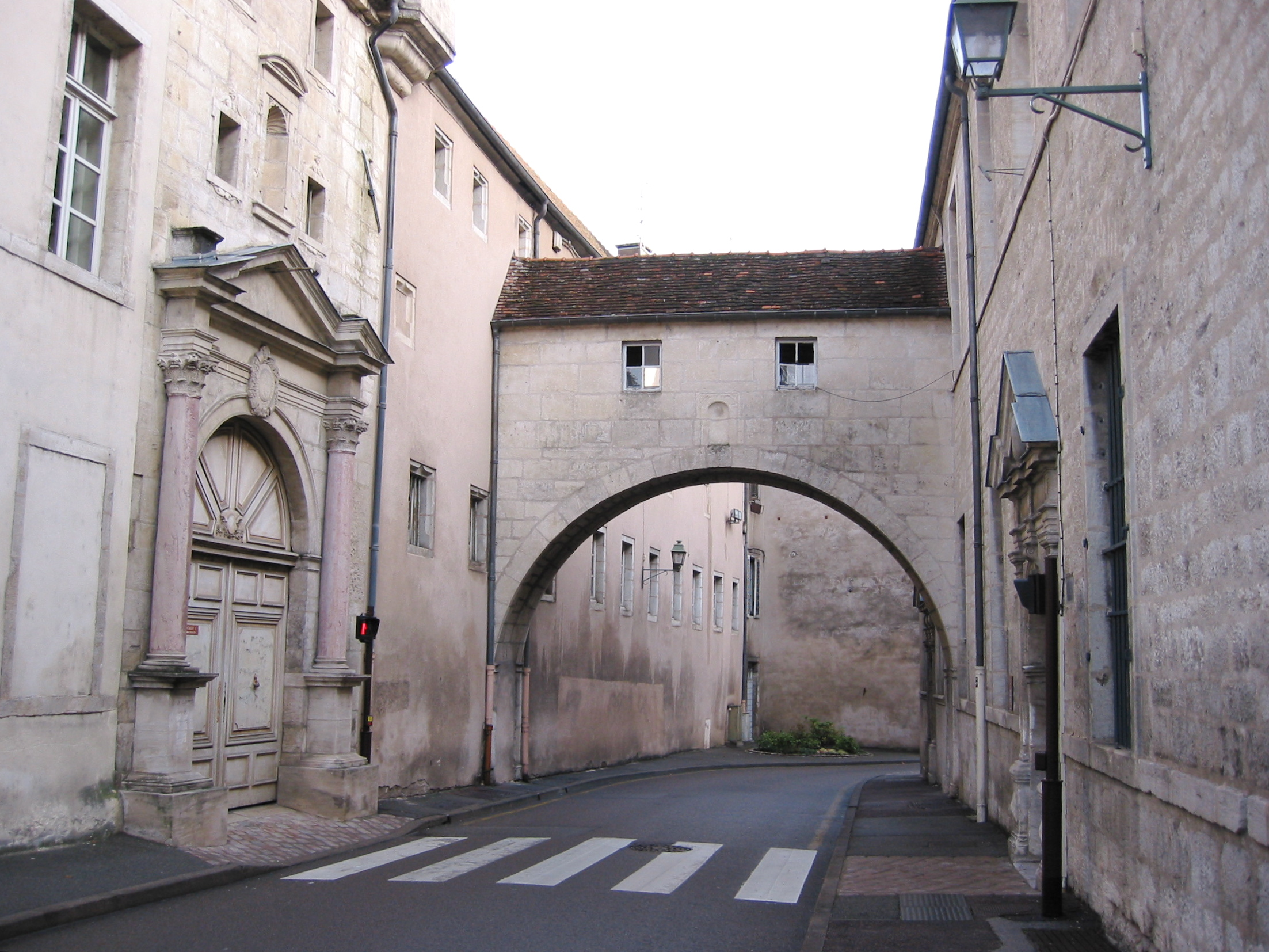
La rue du Collège et l'Arc.
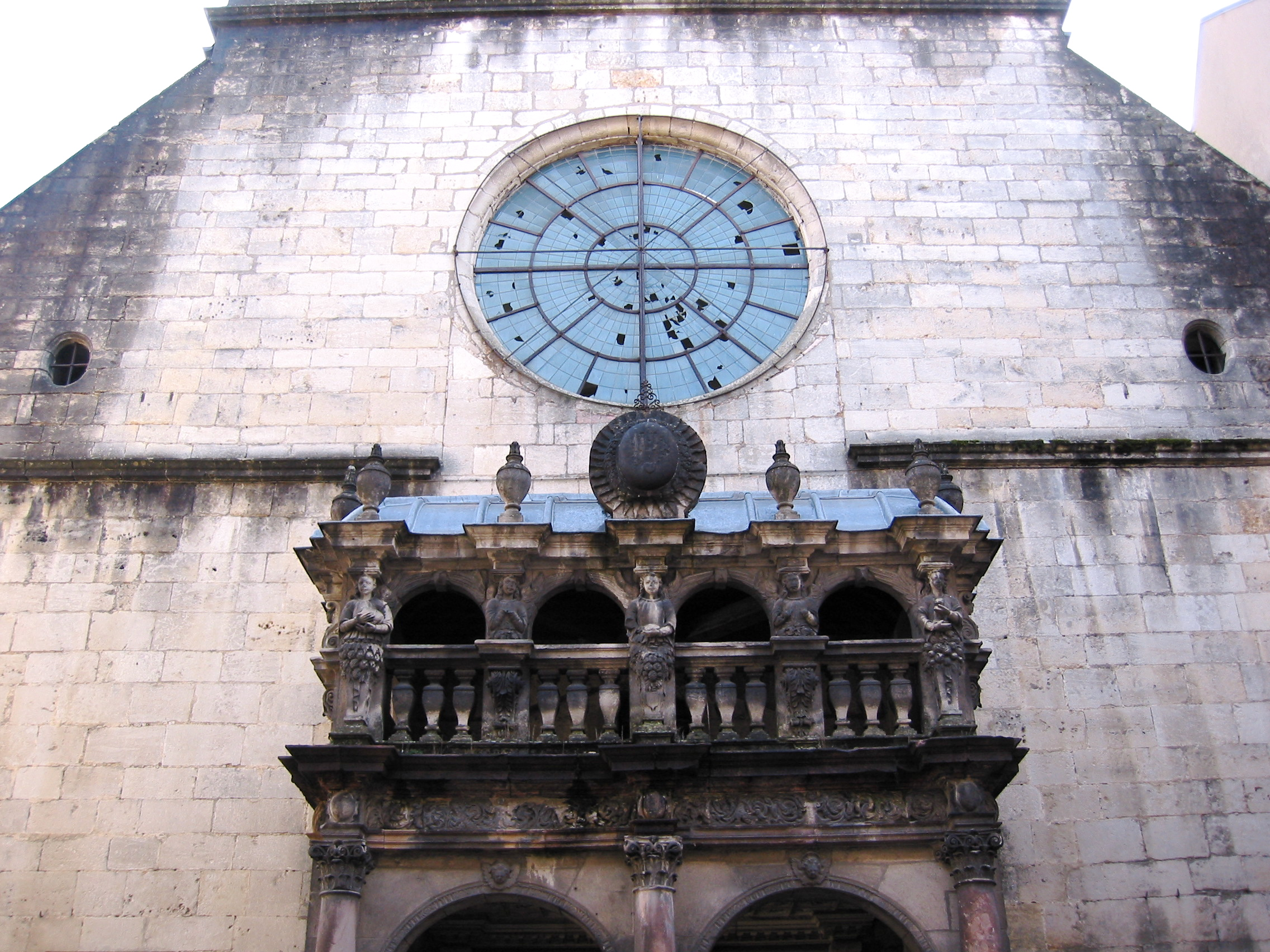
La façade et le porche de la chapelle du collège.
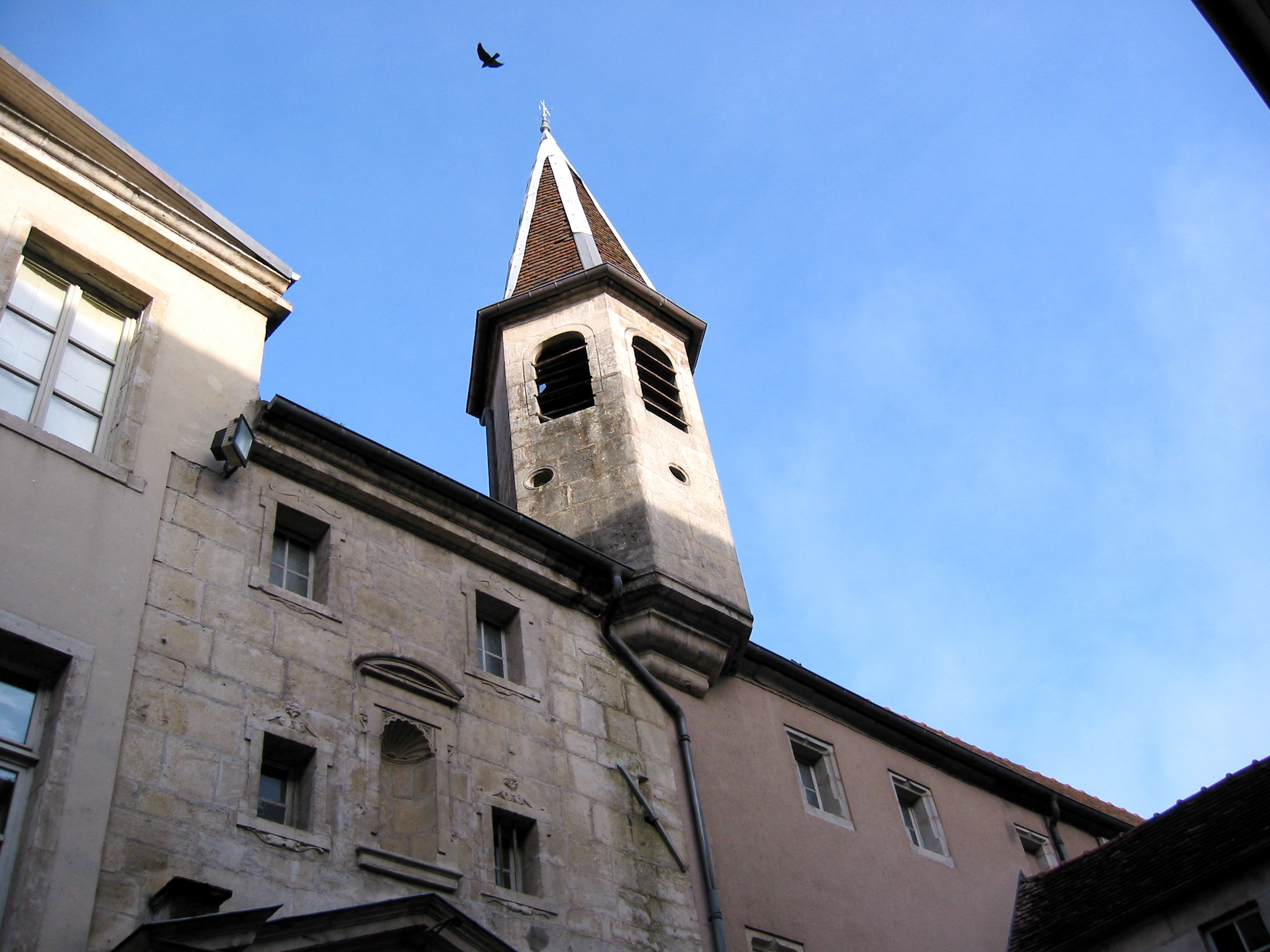
Le clocheton du Collège de grammaire.